# Адальберт Штайнер
Адальберт Штайнер (рум. Adalbert Steiner, 24 січня 1907, Тімішоара, Австро-Угорщина — 10 грудня 1994) — румунський футболіст, що грав на позиції захисника за клуби «Уніря Тімішоара», «Кінезул» та «СА Тімішоара», а також національну збірну Румунії. Брат-близнюк Рудольфа Штайнера.
П'ятиразовий чемпіон Румунії. 

## Клубна кар'єра
У футболі дебютував 1921 року виступами за команду «Уніря Тімішоара». 
Своєю грою за цю команду привернув увагу представників тренерського штабу клубу «Кінезул», до складу якого приєднався 1922 року. Відіграв за тімішоарську команду наступні сім сезонів своєї ігрової кар'єри.
1929 року перейшов до клубу «СА Тімішоара», за який відіграв 1 сезон. Завершив професійну кар'єру футболіста виступами за цю команду у 1930 році.

## Виступи за збірну
1926 року дебютував в офіційних матчах у складі національної збірної Румунії. Протягом кар'єри у національній команді, яка тривала 5 років, провів у її формі 10 матчів.
У складі збірної був учасником чемпіонату світу 1930 року в Уругваї, де зіграв проти Перу (3:1), а зустріч з Уругваєм (0:4) пропустив.

### Матчі в складі збірної
Балканський кубок 1929-1931
1. (7) 06 жовтня 1929. Бухарест. Румунія 2:1 Югославія
2. (9) 25 травня 1930. Бухарест. Румунія 8:1 Греція

ЧС-1930
1. (10) 14 липня 1930. Монтевідео. Перу 1:3 Румунія

Товариські матчі
1. (1) 07 травня 1926. Стамбул. Туреччина 1:3 Румунія
2. (2) 10 травня 1927. Бухарест. Румунія 0:3 Югославія
3. (3) 19 червня 1927. Бухарест. Румунія 3:3 Польща
4. (4) 15 квітня 1928. Арад. Румунії 4:2 Туреччина
5. (5) 21 квітня 1929. Бухарест. Румунія 3:0 Болгарія
6. (6) 10 травня 1929. Бухарест. Румунія 2:3 Югославія
7. (8) 04 травня 1930. Белград. Югославія 2:1 Румунія

Помер 10 грудня 1994 року на 88-му році життя.

## Титули і досягнення
- Чемпіон Румунії (5):

«Кінезул»: 1922-1923, 1923-1924, 1924-1925, 1925-1926, 1926-1927